# Pemphigus ephemeratus
Pemphigus ephemeratus är en insektsart som beskrevs av Hottes och Theodore Henry Frison 1931. Pemphigus ephemeratus ingår i släktet Pemphigus och familjen långrörsbladlöss. Inga underarter finns listade i Catalogue of Life.